# Acentrogobius viridipunctatus
Acentrogobius viridipunctatus és una espècie de peix de la família dels gòbids i de l'ordre dels perciformes.

## Morfologia
- Els mascles poden assolir 9,2 cm de longitud total.[1][2]

## Hàbitat
És un peix de clima tropical i demersal.

## Distribució geogràfica
Es troba des de l'Àfrica oriental fins al Japó i Nova Guinea, incloent-hi el delta del riu Mekong.

## Observacions
És inofensiu per als humans.